# Бойл, Генри, 1-й барон Карлтон
Генри Бойл, 1-й барон Карлтон (англ. Henry Boyle, 1st Baron Carleton; 12 июля 1669 — 31 марта 1725) — англо-ирландский дворянин и политик от партии вигов, заседавший в Ирландской Палате общин с 1692 по 1695 год и в Палате общин Англии с 1689 по 1710 год. Он служил канцлером казначейства и государственным секретарем, а после того, как его возвели в ранг пэра, как барона Карлтона, стал лордом-президентом совета.

## Биография
Родился 12 июля 1669 года. Второй (младший) сын Чарльза Бойла, 3-го виконта Дангарвана (1639—1694), и его первой жены, леди Джейн Сеймур (1637—1679), дочери Уильяма Сеймура. Он получил образование в Вестминстерской школе и путешествовал за границу с 1685 по 1688 год, посещая Падуанский университет в 1685 году. Он вступил в армию, пользуясь покровительством своего дяди, политика-тори лорда Рочестера. Однако сам Генри Бойл стал вигом в 1688 году дезертировал из армии Якова II Стюарта и перешел на сторону принца Вильгельма Оранского.
В 1689 году Генри Бойл был избран членом палаты общин Англии от Тамворта, но потерпел поражение на выборах в следующем году. Следующие два года он провел в Ирландии, управляя семейными поместьями, и в 1692 году представлял графство Корк в Ирландской палате общин. Также в 1692 году он был возвращен в качестве члена парламента от Кембриджского университета на выборах 21 ноября 1692 года, будучи принят в Тринити-колледж в Кембридже, 9 ноября, и получил степень магистра искусств в 1693 году. Он стал видным представителем «крестьянской» оппозиции, но в 1697 году перешел в придворную партию. Здесь он быстро продвинулся вперед, став лордом казначейства в 1699 году и канцлером казначейства Англии в 1701 году.
Генри Бойл получил другие должности в течение своей карьеры, став лордом-лейтенантом Уэст-Райдинга Йоркшира и лордом-казначеем Ирландии в 1704 году, а также был избран членом парламента от Вестминстера на всеобщих выборах в Англии в 1705 году. С уходом Роберта Харли и его сторонников из правительства Генри Бойл стал государственным секретарем Северного департамента и главным помощником лорда-казначея Сидни Годольфина в Палате общин. Его и Годольфина господство в министерстве все больше омрачалось властью хунты однако в 1710 году он ушел в отставку и отошел от политики с приходом нового министра Роберта Харли от партии тори.

## Барон Карлтон
После Ганноверского престолонаследия в 1714 году Генри Бойл был возведен в ранг пэра как барон Карлтон из Карлтона в графстве Йоркшир (Пэрство Великобритании), а в 1721 году стал лордом-председателем Совета, занимая этот пост до самой своей смерти в 1725 году.
Карлтон-Уэй, дорога в Северном Кембридже, которая следует по пути Римской Акман-стрит, и трактир «Карлтон-Армс» на той же дороге, названы в его честь.